# Lokalkasus
Der Lokalkasus ist ein Kasus, der die Position oder Bewegung ausdrückt. Verhältnismäßig viele Lokalkasus gibt es in den finno-ugrischen Sprachen. In den modernen ostbaltischen Sprachen (Lettisch, Litauisch) haben sich sekundäre Lokalkasus ausgebildet, die es im Indogermanischen, aus dem sich diese Sprachen entwickelt haben, nicht gab.
Im Finnischen und Estnischen gibt es je drei innere und äußere Lokalkasus, während das Ungarische sogar noch eine dritte Gruppe kennt. Die drei inneren Lokalkasus sind: Inessiv, Illativ und Elativ. Die drei äußeren Lokalkasus sind Adessiv, Allativ und Ablativ. Im Finnischen können allerdings auch drei weitere Kasus lokative Bedeutungen haben, und zwar Partitiv, Essiv und Translativ. Sie treten dann allerdings nicht mit Nomen, sondern vorwiegend mit Adverbien und Postpositionen auf.